# Паддон, Джордж
Джордж Паддон (англ. George Paddon; 1670 — 1718) — русский шаутбенахт английского происхождения.
Коммодор английского флота принят 14 марта 1717 года Петром I на службу в русский флот в звании шаутбенахта (контр-адмирала). В 1717—1718 годах командовал 60-пушечным линейный кораблём «Шлиссельбург». Обратил на себя внимание Петра I экспедицией против Мазгокского короля, которой он командовал. Заинтересовавшись снаряжением дальней морской экспедиции, Петр рассчитывал найти в Паддоне знающего и опытного помощника при осуществлении своих планов захвата или приобретения промежуточных баз на морских путях в Индию (Мадагаскар). Преждевременная смерть Паддона помешала этим планам. В течение своей 2-летней службы в русском флоте Паддон дважды командовал нашей эскадрой Балтийского моря, плававшей в 1717 и 1718 годах y Дагерорта, Гангута и Березовских островов. В 1718 году получил от государя повеление вместе с капитан-командорами Сиверсом и Гордоном произвести испытание всем русским офицерам в знании ими теории и практики морского искусства. Известен рядом полезных предложений и проектов. Заботы Паддона o нуждах подчиненных и, в особенности, старания улучшить быт нижних чинов выделяли его среди современных начальников. Скоропостижно скончался в декабре 1718 года.
Сын: Паддон Джордж (Георгий Георгиевич) (ум. 28.10.1749) - капитан-командор (5.9.1747).